# 日本福祉大学女子短期大学部
日本福祉大学女子短期大学部（日语：／ Nihon Fukushi Daigaku Joshi Tanki Daigakubu *）是过去一所位于日本爱知县知多郡美滨町的私立短期大学。

## 概要

### 简介
- 短期大学为1961年开办、由学校法人学校法人法音寺学园[注 3]经营。招生到1994年、停办于1996年[1][2]。

### 历史
- 1961年 日本福祉大学女子短期大学部成立并同时设置保育科。
- 1964年 生活科[注 2]成立。
- 1994年 最后一年招生、次年停止招生（正式停办于1996年11月19日[2]）。

## 学校环境
- 校区：爱知县知多郡美滨町[注 1]

## 历任校长
- 铃木修学：第一代短期大学校长[3]
- 大泽胜：最后短期大学校长[4]

## 组织

### 学科
- 保育科

### 前学科
| - 生活科 |

### 专科
| - 没有 |

### 业余课程
| - 没有 |

## 相关链接
- 日本短期大学列表
- 中部社会事业短期大学